# Pénzeszközök
A pénzeszközök  a számvitel egyik gyűjtőfogalma. Azok a tartósan le nem kötött fizetési eszközként használható vagyontárgyak, amelyek különböző pénznemekben jelenhetnek meg, és készpénz, elektronikus pénzeszköz, csekk vagy bankbetét formájában állnak a vállalkozás rendelkezésére.